# Droga krajowa N12 (Ukraina)
Droga krajowa N12 (ukr. Автошлях Н 12) – droga krajowa na Ukrainie. Rozpoczyna na się w Sumach, biegnie na południe przez Trościaniec, Ochtyrkę, Kotelwę, Dykankę i kończy się w Połtawie. Droga ma 154,4 km i przechodzi przez 2 obwody: sumski oraz połtawski. Trasa łączy się z drogą N07.